# Басов, Николай Геннадиевич
Никола́й Генна́диевич Ба́сов (14 декабря 1922[…], Усмань, Тамбовская губерния, РСФСР — 1 июля 2001[…], Москва) — советский и российский физик, лауреат Нобелевской премии по физике (1964), Ленинской премии (1959) и Государственной премии СССР (1989). Дважды Герой Социалистического Труда (1969, 1982). Внёс значительный вклад в развитие квантовой электроники и создание лазерных установок. Создатель (вместе с А. М. Прохоровым) микроволнового аммиачного генератора — мазера.
Депутат Совета Союза Верховного Совета СССР 9—11 созывов от Москвы.

## Биография
Н. Г. Басов родился 14 декабря 1922 года в городе Усмань (ныне — в Липецкой области). Отец — Геннадий Фёдорович Басов (1891–1962), выпускник Петербургского политехнического института, инженер-гидротехник, впоследствии — профессор Воронежского лесного института, мать — Зинаида Андреевна Молчанова (1899–1970), окончила Усманскую женскую гимназию с золотой медалью. Русский. Его дед по материнской линии, Андрей Кириллович Молчанов, был священником Усманской Покровской церкви.  В 1927 году семья переехала из Усмани в Воронеж. Член ВЛКСМ с 1936 по 1950 годы.

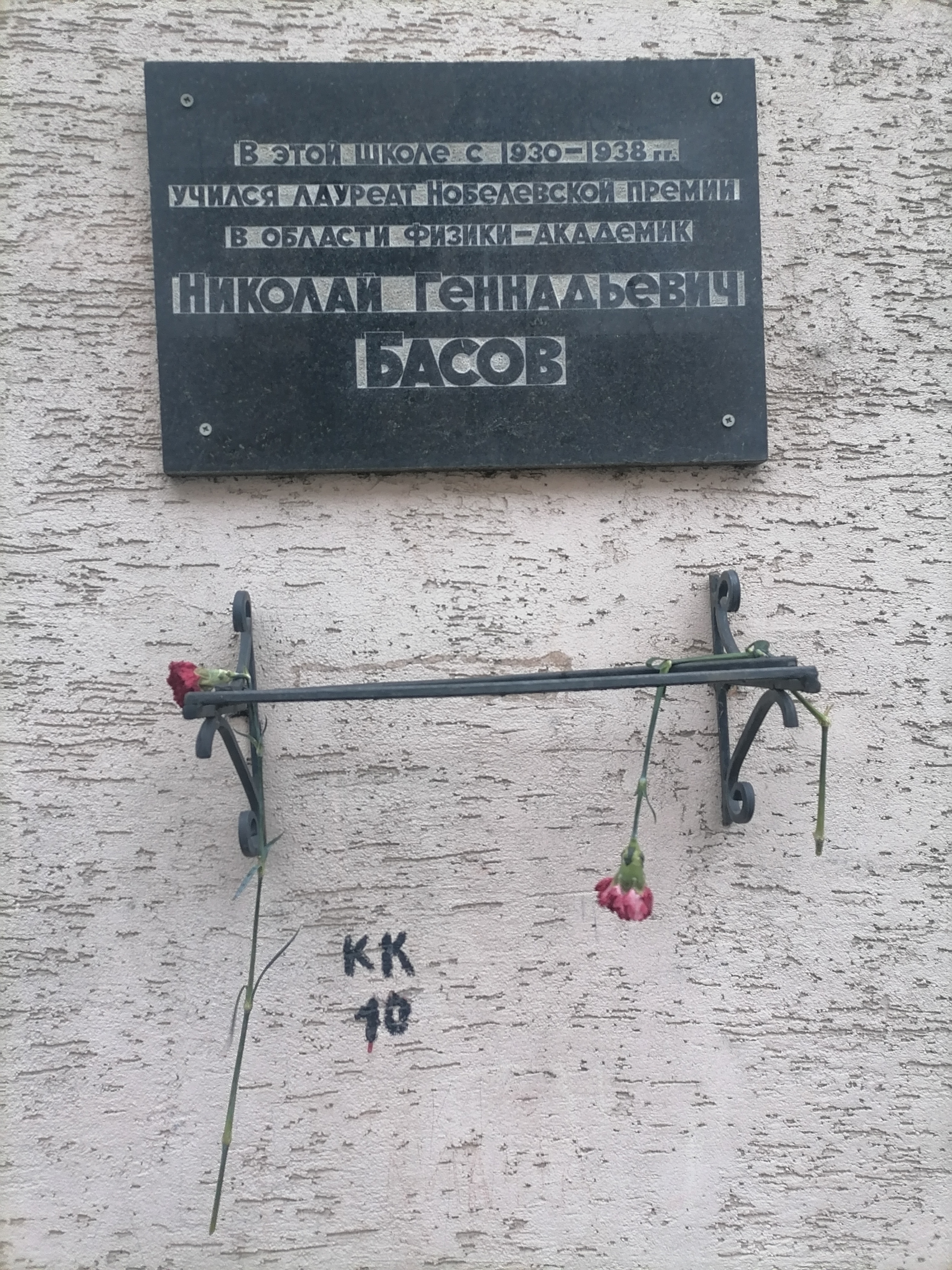
Воронеж. ул. Володарского, 60

В 1941 году Басов окончил в Воронеже среднюю школу (мемориальная доска на д. 60 по улице Володарского), был призван на военную службу и направлен в Куйбышевскую медицинскую академию. В 1943 году получил квалификацию фельдшера и направлен в действующую армию, служил на 1-м Украинском фронте.
После войны Басов поступил в МИФИ, защитил диплом в 1950 году. С 1948 года он работал лаборантом в Физическом институте имени Лебедева АН СССР (ФИАН), где и продолжил работу после получения диплома под руководством М. А. Леонтовича и А. М. Прохорова. В 1953 году Басов защитил кандидатскую, а в 1956 году — докторскую диссертацию по теме «Молекулярный генератор».
В 1958—1972 годах Басов являлся заместителем директора ФИАН, а с 1973 по 1989 годы был директором этого института. Здесь в 1963 году он организовал Лабораторию квантовой радиофизики, которую возглавлял до своей смерти. В 1962 году Басов был избран членом-корреспондентом АН СССР, а в 1966 году — академиком АН СССР, впоследствии избирался в президиум Академии наук (член президиума АН СССР с 1967 по 1990 годы, РАН с 1991 года).
Был одним из академиков АН СССР, подписавших в 1973 году письмо учёных в газету «Правда» с «осуждением поведения академика А. Д. Сахарова». В письме Сахаров обвинялся в том, что он «выступил с рядом заявлений, порочащих государственный строй, внешнюю и внутреннюю политику Советского Союза», а его правозащитную деятельность академики оценивали как «порочащую честь и достоинство советского ученого».
В 1978 году организовал и возглавил в МИФИ кафедру квантовой электроники впоследствии переименованную в кафедру лазерной физики.
Басов был главным редактором журналов «Наука», «Квантовая электроника» (с 1971) и «Природа» (1967—1990), членом редколлегии журнала «Квант»; в 1978—1990 годах являлся председателем правления Всесоюзного просветительского общества «Знание».
В 1950 году он женился на Ксении Тихоновне Назаровой, которая также была физиком и работала в МИФИ; дети — физики Геннадий (род. 1954) и Дмитрий (род. 1963).

Могила Н. Г. Басова на Новодевичьем кладбище Москвы

Умер 1 июля 2001 года.

## Научная деятельность
Работы Басова посвящены квантовой электронике и её применениям. Вместе с А. М. Прохоровым он установил в 1952 г. принцип усиления и генерации электромагнитного излучения квантовыми системами, что позволило в 1954 году создать первый квантовый генератор (мазер) на пучке молекул аммиака. В следующем году была предложена трёхуровневая схема создания инверсной населённости уровней, нашедшая широкое применение в мазерах и лазерах. Эти работы (а также исследования американского физика Ч. Таунса) легли в основу нового направления в физике — квантовой электроники. За разработку нового принципа генерации и усиления радиоволн (создание молекулярных генераторов и усилителей) Н. Г. Басов и А. М. Прохоров в 1959 году были награждены Ленинской премией, а в 1964 году им совместно с Ч. Х. Таунсом за «фундаментальные работы в области квантовой электроники, которые привели к созданию генераторов и усилителей на лазерно-мазерном принципе», была присуждена Нобелевская премия по физике.
Совместно с Ю. М. Поповым и Б. М. Вулом Басов предложил идею создания различных типов полупроводниковых лазеров: в 1962 году был создан первый инжекционный лазер, затем лазеры, возбуждаемые электронным пучком, а в 1964 году — полупроводниковые лазеры с оптической накачкой. Басов также провёл исследования по мощным газовым и химическим лазерам, под его руководством были созданы фторводородный и йодный лазеры, а затем эксимерный лазер.
Ряд работ Басова посвящён вопросам распространения и взаимодействия мощных лазерных импульсов с веществом. Ему принадлежит идея использования лазеров для управляемого термоядерного синтеза (1961), он предложил методы лазерного нагрева плазмы, проанализировал процессы стимулирования химических реакций лазерным излучением.
Басов разработал физические основы создания квантовых стандартов частоты, выдвинул идеи новых применений лазеров в оптоэлектронике (таких, как создание оптических логических элементов), выступал инициатором многих исследований по нелинейной оптике.

## Награды, премии, почётные звания
- Дважды Герой Социалистического Труда (1969, 1982)
- Орден «За заслуги перед Отечеством» II степени (13 декабря 1997 года) — за заслуги перед государством, большой личный вклад в развитие науки и подготовку высококвалифицированных кадров[15]
- Пять орденов Ленина
- Ленинская премия (1959)
- Государственная премия СССР (1989)
- Нобелевская премия по физике (1964, за основополагающие работы в области квантовой электроники)
- Золотая медаль Чехословацкой академии наук (1975)
- Золотая медаль А. Вольты (1977)
- Медаль Университета Сорбонны
- Большая золотая медаль имени М. В. Ломоносова (1990)
- Борт Airbus A320-214 VP-BLL авиакомпании «Аэрофлот» носит имя Н. Басова
- Почётная грамота Совета Министров Республики Беларусь (30 декабря 1997 года) — за выдающийся вклад в развитие физики лазеров и квантовой электроники, плодотворную научно-исследовательскую работу и в связи с 75-летием со дня рождения[16]
- Премия Президента РФ в области образования (30 ноября 2001 года) — за создание и реализацию проекта «Высшая школа физиков МИФИ — ФИАН»[17]
- и другие…

### Членство в научных организациях, академиях
Член Леопольдины (1971).
Иностранный член Болгарской академии наук (1974), Индийской национальной академии наук (INSA) и НАН Беларуси (1995).

## Публикации

### Книги
- N. G. Basov, K. A. Brueckner (Editor-in-Chief), S. W. Haan, C. Yamanaka. Inertial Confinement Fusion, 1992, ISBN 0-88318-925-9. Research Trends in Physics Series founded by V. Alexander Stefan and published by the American Institute of Physics Press (presently Springer, New York)
- V. Stefan and N. G. Basov (Editors). Semiconductor Science and Technology, Volume 1. Semiconductor Lasers. (Stefan University Press Series on Frontiers in Science and Technology) (Paperback). 1999. ISBN 1-889545-11-2
- V. Stefan and N. G. Basov (Editors). Semiconductor Science and Technology, Volume 2: Quantum Dots and Quantum Wells. (Stefan University Press Series on Frontiers in Science and Technology) (Paperback). 1999. ISBN 1-889545-12-0

### Статьи
- А. М. Прохоров, Н. Г. Басов. Молекулярный генератор и усилитель // УФН. — 1955. — Т. 57, № 3. — С. 485—501.
- А. М. Прохоров, Б. Д. Осипов, Н. Г. Басов. Письма в редакцию. о молекулярном генераторе без использования молекулярного пучка // УФН. — 1956. — Т. 59, № 2.
- Басов Н. Г., Крохин О. Н., Попов Ю. М. Генерация, усиление и индикация инфракрасного и оптического излучений с помощью квантовых систем // УФН. — 1960. — Т. 72, № 10.
- Ораевский А. Н., Чихачёв Б. М., Страховский Г. М., Басов Н. Г., Крохин О. Н. О возможности исследования релятивистских эффектов с помощью молекулярных и атомных стандартов частоты // УФН. — 1961. — Т. 75, № 9.
- Басов Н. Г., Летохов В. С. Оптические стандарты частоты // УФН. — 1968. — Т. 96, № 12.
- Семёнов А. С., Никитин В. В., Басов Н. Г. Динамика излучения инжекционных полупроводниковых лазеров // УФН. — 1969. — Т. 97, № 4.
- Сучков А. Ф., Данилычев В. А., Басов Н. Г., Беленов Э. М. Электроионизационные лазеры на сжатом углекислом газе // УФН. — 1974. — Т. 114, № 10.
- Ораевский А. Н., Исаков В. А., Романенко В. И., Маркин Е. П., Басов Н. Г., Беленов Э. М. Новые методы разделения изотопов // УФН. — 1977. — Т. 121, № 3.
- Басов Н. Г., Елисеев П. Г., Попов Ю. М. Полупроводниковые лазеры // УФН. — 1986. — Т. 148, № 1.
- Басов Н. Г., Данилычев В. А. Лазеры на конденсированных и сжатых газах // УФН. — 1986. — Т. 148, № 1.

## Память

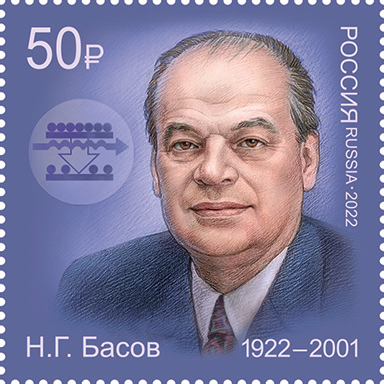
Почтовая марка России 2022 года, посвящённая 100-летию со дня рождения Н. Г. Басова

- Золотая медаль имени Н. Г. Басова, присуждаемая Российской академией наук за выдающиеся работы в области физики.
- В честь Н. Г. Басова 1 сентября 1993 года названа малая планета (3599) Басов, открытая астрономом Крымской астрофизической обсерватории Н. С. Черных 8 августа 1978 года[18].
- Памятник в городе Усмань работы скульптора Л. М. Баранова (в 2021 году памятник стал мультимедийным)[19][20] (см.: Усмань#Культура).
- Бронзовый бюст в Физическом институте имени П. Н. Лебедева РАН работы Л. М. Баранова.
- Отделение квантовой радиофизики им. Н. Г. Басова ФИАН[21].
- Гимназия имени академика Н. Г. Басова при Воронежском государственном университете.
- Памятник в НИЯУ МИФИ работы скульптора А. А. Миронова.
- Площадь Академика Басова.
- Высшая школа физиков имени Н. Г. Басова ФИАН и МИФИ.